# Mikroregion Blaník
Mikroregion Blaník je dobrovolný svazek obcí podle zákona v okresu Benešov, jeho sídlem jsou Louňovice pod Blaníkem a jeho cílem je celkový rozvoj mikroregionu, cestovní ruch. Sdružuje celkem 10 obcí a byl založen v roce 2000.

## Obce sdružené v mikroregionu
- Louňovice pod Blaníkem
- Veliš
- Hradiště
- Ostrov
- Kondrac
- Vracovice
- Pravonín
- Kamberk
- Načeradec
- Miřetice